# Кастри, Кристиан де
Кристиа́н Мари Фердина́нд де ла Круа́-де-Кастри (фр. Christian Marie Ferdinand de La Croix de Castries, 11 августа 1902 — 29 июля 1991) — французский бригадный генерал. Командующий гарнизоном Дьенбьенфу во время войны в Индокитае.

## Биография и служба в армии
Родился 11 августа 1902 года в Париже в старинной аристократической семье.
Рос в семье военного, зачислен в армию в возрасте 19 лет. Был отправлен в Сомюр в кавалерийское училище и в 1926 году был введен в должность офицера, но позже ушел в отставку, чтобы посвятить себя конному спорту. После возвращения в армию в начале Второй мировой войны, был взят в плен немцами в 1940 году. Сбежал в 1941 году и продолжил борьбу в рядах сил Антигитлеровской коалиции в Северной Африке, Италии, Южной Франции и наконец в Южной Германии.
В 1946 году Кастри, который вскоре стал подполковником, был отправлен в Индокитай. Он был ранен и провел год отдыха во Франции, прежде чем вернуться во Вьетнам в качестве полковника.

### Битва при Дьенбьенфу
В марте 1954 года генерал Во Нгуен Зиап подошёл к прилежащим районам города Дьенбьенфу. У французской армии не оказалось сил для предотвращения прорыва войск Вьетминя в Лаос, который был очень важным пунктом колониальных владений Франции в Индокитае. Для предотвращения этой угрозы Кристианом Кастри было принято решение о создании в непосредственной близости от границы с Лаосом ударной группировки, которая могла бы оперативно перехватывать отряды Вьетминя. В деревне Дьенбьенфу, в удалении от основных сил, была создана база этого соединения, но, как выяснилось позже, это оказалось роковым стратегическим просчетом полковника Кристиана де Кастри и его непосредственного начальника, командира французских войск в регионе. Зиап смог воспользоваться этой ошибкой и одержать вверх над французами. После осады в течение восьми недель, гарнизон был разбит. Французы были захвачены силами Вьетминя. Кастри сдался в плен, однако за защиту Дьенбьенфу против Вьетминя был возведён в должность бригадного генерала 7 мая 1954 года, после окончания Первой Индокитайской войны и французского присутствия в Юго-Восточной Азии. Кастри был в плену в течение четырёх месяцев, до достижения в Женеве соглашения о перемирии.
Пленного Де Кастри можно увидеть в цветном художественно-документальном фильме «Вьетнам» режиссёра-документалиста Романа Кармена — на 0:48:15

### После военной карьеры
Уволился из армии в 1959 году. Скончался 29 июля 1991 года в родном Париже.

## Личность
Спортсмен-наездник международного класса. Имел среди своих предков маршала Франции, адмирала и девятерых генералов.